# Laguna foliar
En Botánica, se denomina laguna foliar, intersticio foliar o ventana foliar al espacio relleno de parénquima que queda en la estela del tallo al desprenderse los haces vasculares que se dirigen a inervar la hoja. La laguna foliar se observa en los nudos, lugar donde una traza foliar se aleja del cilindro vascular hacia la hoja.
En algunas pteridofitas hay nudos que no presentan lagunas foliares. En la mayoría de las espermatófitas -sin embargo- los nudos presentan una traza foliar y una sola laguna, por lo que se denominan nudos unilacunares o, también, los nudos pueden tener tres trazas foliares, llamados trilacunares. De hecho, el número de trazas y lagunas foliares varía de acuerdo a la especie considerada, lo que determina la existencia de distintos tipos de estructura nodal. Hay nudos unilacunares (Linum y Spiraea), trilacunares  (Salix, Aristolochia), o multilacunares, con varias lagunas y trazas (Rumex, y -en general- todas las monocotiledóneas).